# Uzelothrips scabrosus
Uzelothrips scabrosus  (лат.) — вид трипсов. Единственный ныне существующий представитель рода Uzelothrips Hood, 1952 и семейства Uzelothripidae Hood, 1952.

## Описание
Обнаружены на мёртвых ветвях, где по-видимому питаются гифами грибов. Мелкие и обычно бескрылые трипсы с трапециевидным пронотумом с двумя парами щетинок на задних углах. Последний 7-й членик усиков очень длинный и нитевидный, примерно в 30 раз больше своей ширины. 3-й членик антенн с вентральным кольцевым сенсориумом у своей вершины. Головной тенториум хорошо развит.
Некоторые авторы (Bhatti, 2006) выделяют семейство Uzelothripidae в отдельное надсемейство Uzelothripoidea. Семейство Uzelothripidae представляет собой одну из ранних ветвей в эволюции всего отряда трипсов (Thysanoptera). Род назван в честь чешского энтомолога и фитопатолога профессора Чешского агротехнического университета Йиндржиха Узела (Jindřich Uzel; 1868—1946), крупного тизаноптеролога, описавшего более 60 видов трипсов.

## Распространение
Обладают сильно разорванным ареалом: Австралия (Квинсленд), Южная Америка (Бразилия, Белем), Юго-Восточная Азия (Сингапур). Возможно, это связано с человеческой коммерцией. В Австралии были впервые обнаружены в 2009 году под корой деревьев Eucalyptus major (Brisbane Forest Park; Gap Creek Reserve; Enoggera State Forest). Вид †Uzelothrips eocenicus, близкий к ныне существующему U. scabrosus, был обнаружен в эоценовом французском янтаре.